# Cambios de aire por hora

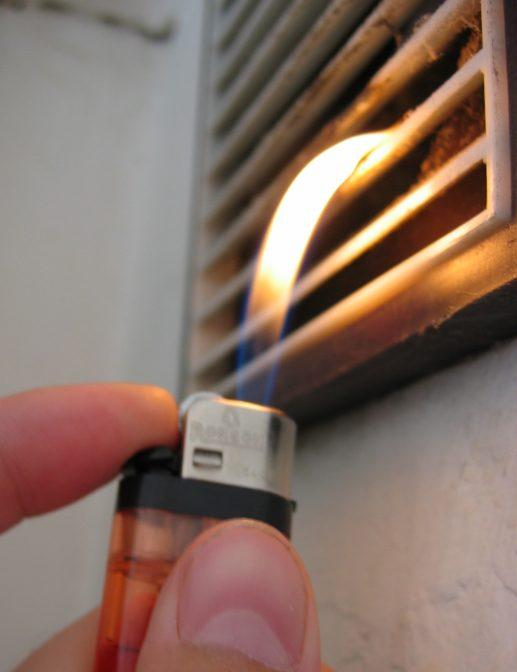

Renovaciones (de aire) por hora o Cambios de aire por hora (abreviado ACH del inglés Air Changes per Hour) es una forma de medir la renovación del aire en un volumen dado por unidad de tiempo. Se expresa en m³/h, o en porcentaje de volumen renovado por hora.
Generalmente se aplica a un espacio de un edificio de viviendas para analizar la habitabilidad (calidad del aire interior), en fábricas para determinar la desaparición de gases peligrosos, laboratorio, cocinas con los olores, locales cerrados como discotecas, etc. La renovación puede hacerse naturalmente mediante corrientes entre aberturas en paredes y cubiertas.  En los espacios con buenos sistemas de ventilación los cambios de aire por hora alcanzan a un 63% del volumen por hora (0.63 ACH).

## Desventajas
Este sistema de evaluar la ventilación es un sistema bastante anticuado y poco lógico, porque en locales con la misma necesidad de ventilación (mismo número de personas, iguales equipamientos), variaría mucho la ventilación resultante en función de la altura libre hasta el techo (del volumen del local).
Por estas razones se ha ido abandonando en las sucesivas normativas españolas (como en las de otros países). La última que quedaba en España, la de garajes (6 renovaciones por hora o 600%) ha sido sustituida por un volumen de aire determinado (120 L/s por plaza de vehículo). Y así se ha hecho también en el caso otras tasas de ventilación, cambiando de renovaciones por hora a una tasa por elemento (por usuario, por local o por metro cuadrado de superficie).